# Oskar Hagman
Emil Oskar Hagman, född 1 december 1880 i Borgeby socken, Malmöhus län, död 31 januari 1942 i Ulvsunda i Bromma församling, var en svensk ämbetsman och politiker (socialdemokrat).
Hagman var ursprungligen målare, och var förtroendevald i Svenska måleriarbetareförbundet 1913–1920, samt tillförordnad byråassistent vid Socialstyrelsen från 1920. Han ägnade sig främst åt den statliga arbetslöshetspolitiken, och tillhörde 1920–1926 Arbetslöshetskommissionen och blev 1926 kanslichef hos kommissionen. Mellan 1934 och 1942 var han byråchef i Socialstyrelsen. Hagman var ledamot av riksdagens andra kammare 1918–1928 och av första kammaren från 1930. Oskar Hagman är begravd på Bromma kyrkogård.

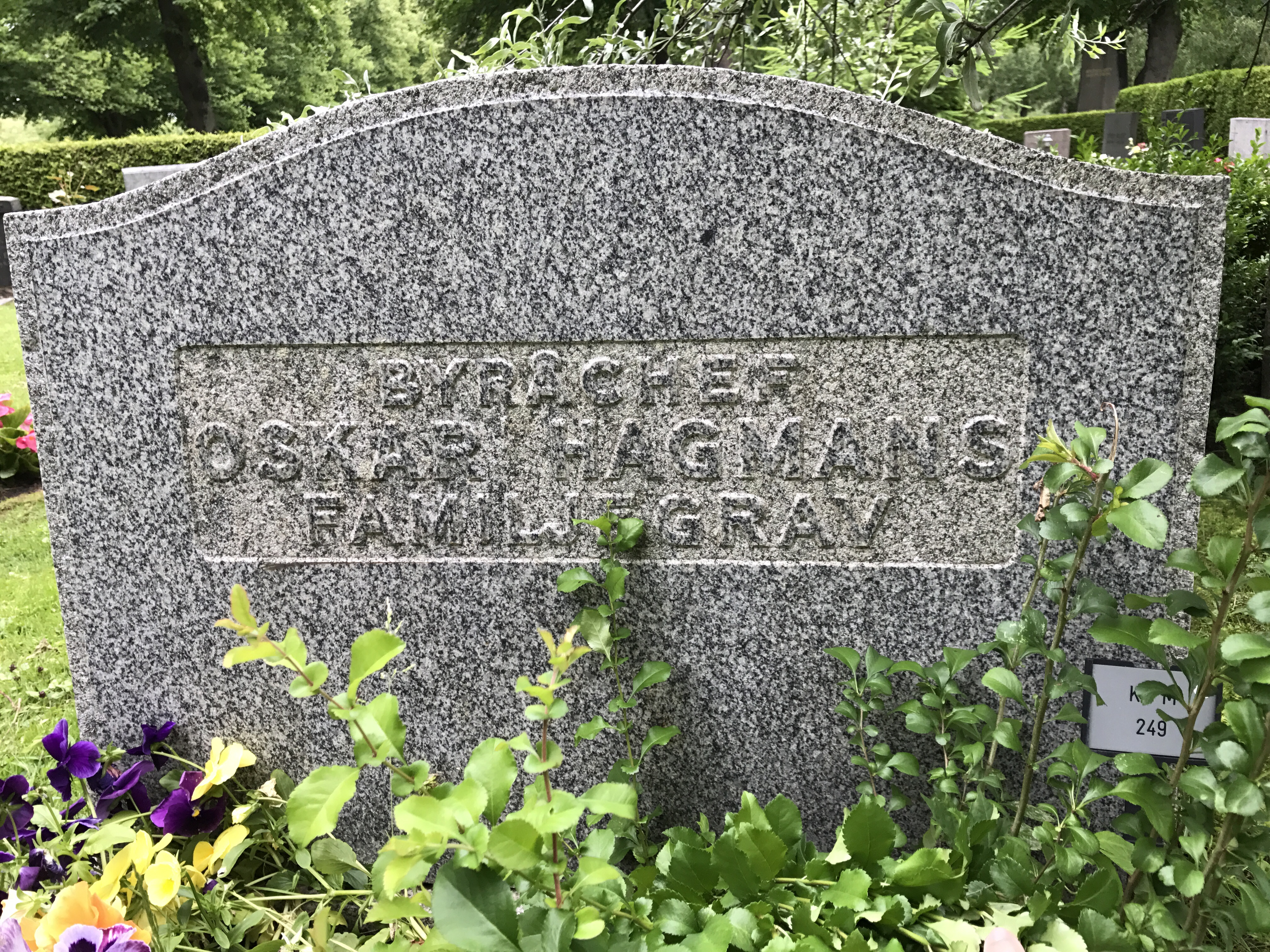
Oskar Hagmans gravvård Bromma kyrkogård